# Nihiru
Nihiru vagy Nikia egy atoll a Dél-Csendes-óceánon. A terület politikailag Francia Polinéziához tartozik. Nihiru a Tuamotu-szigetek egyik alcsoportjának, a Raeffsky-szigeteknek a része. A Raeffsky szigetcsoport a Tuamotu szigetcsoport központi részén található. Nihiru a Reffsky-szigetek északkeleti részén található, Tahititől 675 km-re keletre. A háromszög alakú atoll, melynek legnagyobb hosszúsága 14 km, legnagyobb szélessége 10,5 km, a területe 20 km². 79 km²-es lagúnájába tengerszoros nem vezet az óceánból, ezért hajóval nem lehet bejutni a belsejébe.
A sziget lakossága 2002-ben mindössze 15 fő volt.

## Története
Nihiru atollt a nyugat számára Fabian Gottlieb von Bellingshausen orosz világutazó fedezte fel, aki 1820. július 13-án szállt partra. Az atollnak a "Nigeri" nevet adta
A 19. században Makemo francia gyarmattá vált, amelyen ekkor 50 ember élt (1850 környékén).

## Közigazgatás
Makemo az önkormányzati település központja. Hozzá tartozik Nihiru, Raroia, Takume, Katiu, Taenga atollok és a lakatlan Haraiki, Észak-Marutea, Tuanake, Hiti, Dél-Tepoto atollok. A közigazgatási terület lakossága 1422 fő (2007).

## További információ
- Atoll lista (franciául) Archiválva 2007. február 28-i dátummal a Wayback Machine-ben